# Гіта (Болгарія)
Гі́та (болг. Гита) — село в Старозагорській області Болгарії. Входить до складу общини Чирпан.

## Населення
За даними перепису населення 2011 року у селі проживали 669 осіб.
Національний склад населення села:
| Національність   | Кількість осіб | Відсоток |
| ---------------- | -------------- | -------- |
| болгари          | 580            | 87,0%    |
| цигани           | 62             | 9,3%     |
| турки            | 18             | 2,7%     |
| Всього відповіли | 667            |          |

Розподіл населення за віком у 2011 році:
Динаміка населення: